# Johann-Welker-Schiff
Das Johann-Welker-Schiff ist einer von fünf nach dem Zweiten Weltkrieg als Selbstfahrer entwickelten Schiffstypen der bundesdeutschen Binnenschifffahrt.

## Einzelheiten
In der Zeit nach dem Zweiten Weltkrieg musste ein großer Teil der im Krieg zerstörten oder beschädigten Einheiten in der deutschen Binnenschiffahrt ersetzt werden. Zu diesem Zweck nahm der Technische Ausschuss des Zentral-Verein für Deutsche Binnenschiffahrt seine im Krieg unterbrochene Arbeit wieder auf und entwickelte in Zusammenarbeit mit dem Bundesverkehrsministerium verschiedene an bestimmte Kanalmaße angepasste Standardschiffstypen. Für die Fahrt auf dem Rhein-Herne-Kanal galt das Rhein-Herne-Kanal-Maß von 85 Meter Länge, 9,5 Meter Breite und 2,5 Meter Tiefgang. Später wurden die Schiffe auf bis zu 110 Meter verlängert. Der Selbstfahrerausschuss (ein Unterausschuss des Technischen Ausschusses) knüpfte unter der Leitung des Vorsitzenden Ernst Weber an die unterbrochenen Vorkriegsarbeiten zur Weiterentwicklung des Rhein-Herne-Kanalschiffs an. Unter Mitarbeit des Werftbesitzers Theodor Hitzler, dessen Anliegen die Typisierung der Binnenschiffe war, des Ingenieurs Friedrich Kölln, der die Konstruktion übernahm und dem Ingenieur Helm der Hamburgischen Schiffbau-Versuchsanstalt, der die Schleppversuche leitete, entwickelte der Selbstfahrerausschuss den Typ Johann-Welker-Schiff. Durch den Übergang von der Nietbauweise zum Schweißen ergab sich beim Bau des Rumpfes eine Gewichtseinsparung von acht Prozent. Die Schiffe haben einen Laderauminhalt von etwa 1900 m³ und eine Tragfähigkeit von rund 1240 bis 1350 Tonnen. Es gab Ausführungen mit einem und zwei Propellern – die Antriebsleistung lag bei etwa 700 PS mit einem Motor und bei rund 1000 PS bei Zweimotorenschiffen. Den Mitgliedern wurden nach Abschluss der Entwicklung Baubeschreibungen und Linienrisse zur Verfügung gestellt, um den Bau des Schiffstyps möglichst einheitlich umsetzen zu können. Ende der 1960er Jahre entwickelte man aus dem Schiffstyp des Johann-Welker-Schiffs das Europaschiff, welches dieselben Grundmaße aufweist.

## Namensgebung
Der Schiffstyp ist nach dem ersten Generaldirektor der neu gegründeten Franz Haniel & Cie., Johann Wilhelm Welker, benannt.